# Włodzimierz Pluciński
Włodzimierz Pluciński (ukr. Володимир Антонович Плютинський, ros. Владимир Антонович Плютинский, ur. 4 maja 1927 we wsi Borysów w rejonie zasławskim, zm. 14 września 2009 we wsi Zaria) – radziecki agronom polskiego pochodzenia, przewodniczący kołchozu, dwukrotny Bohater Pracy Socjalistycznej (1971 i 1986).

## Życiorys
Od 1942 pracował jako leśnik, w latach 1943–1944 brał udział w ruchu partyzanckim w Ukraińskiej SRR, od 1944 instruktor rejonowego komitetu Komsomołu w obwodzie rówieńskim. W 1945 brygadzista brygad polowych, później przewodniczący kołchozu w obwodzie chmielnickim, 1951–1958 przewodniczący kołchozu im. Woroszyłowa w rejonie klewańskim. Od 1951 członek WKP(b), w 1964 ukończył technikum rolnicze w Dubnie ze specjalnością „agronom”, a 1978 Lwowski Instytut Rolniczy. W latach 1958–1987 przewodniczący kołchozu, 1987–1993 szef firmy agroprzemysłowej „Zaria Kommunizma”, 1990–1991 członek KC KPZR, 1989–1991 deputowany do Rady Najwyższej ZSRR. Deputowany do Rady Najwyższej Ukraińskiej SRR od 7. do 12. kadencji. 
Otwarcie popierał pucz moskiewski.
Deputowany ludowy Ukrainy 3. i 4. kadencji.

## Odznaczenia
- Medal Sierp i Młot Bohatera Pracy Socjalistycznej (dwukrotnie - 8 kwietnia 1971 i 8 maja 1986)
- Order Lenina (trzykrotnie)
- Order Rewolucji Październikowej
- Order Wojny Ojczyźnianej II klasy
- Order Przyjaźni Narodów
- Order „Znak Honoru”
- Order „Za zasługi” (Ukraina) III klasy

I medale.